# Tony Banks (homme politique)
Pour les articles homonymes, voir Tony Banks et Banks.
Anthony Louis Banks, baron Stratford (8 avril 1942 - 8 janvier 2006) est un homme politique travailliste britannique qui est député de 1983 à 2005, puis membre de la Chambre des Lords. Il est ministre des Sports de 1997 à 1999. Il est bien connu à la Chambre des communes pour sa langue acerbe.

## Carrière professionnelle
Banks est né à l'hôpital Jubilee Maternity de Belfast, fils d'Albert Herbert Banks, sergent du Royal Army Service Corps qui, avant la Seconde Guerre mondiale, est outilleur, et sa femme, Olive Irene (Rene) Rusca. La famille retourne en Angleterre après la naissance, et il grandit à Brixton et Tooting. Il fait ses études à la St John's School de Brixton et à la Tenison's School de Kennington. Il échoue à ses niveaux "O" et quitte l'école pour travailler comme commis pendant quelques années, mais étudie à l'école du soir pour acquérir les qualifications nécessaires pour l'université. De 1964 à 1967, il étudie la politique à l'Université de York, où il est président du Conseil représentatif des étudiants. Il obtient un diplôme de deuxième cycle en 1967, puis poursuit ses études à la London School of Economics.
Banks devient ensuite responsable syndical, d'abord pour le Syndicat uni des ouvriers du génie, de 1969 à 1975, puis comme secrétaire général adjoint de l'Association du personnel de la radiodiffusion, de 1976 à 1983 (il fusionne ensuite avec d'autres syndicats pour former le Broadcasting, Union du divertissement, du cinématographe et du théâtre ou BECTU). Pendant plusieurs années, Banks s'occupe des pigistes.

## Carrière politique
En 1964, Banks se présente sans succès pour le Parti libéral lors des premières élections des conseils d'arrondissement de Londres qui commencent à fonctionner en 1965. Il rejoint ensuite  le Parti travailliste. Il est membre du Lambeth Council de 1971 à 1974, et au cours des années 1970 et 1980, il est membre du Greater London Council (GLC), représentant Hammersmith (1970-1977) et Tooting (1981-1986). Il est président du GLC de 1985 jusqu'à son abolition en 1986.
Après avoir s'être présenté sans succès à East Grinstead en 1970, Newcastle upon Tyne North en octobre 1974 et Watford en 1979, Banks remporte Newham North West pour les travaillistes en 1983, battant son prédécesseur, Arthur Lewis, qui a été désélectionné comme candidat travailliste. À la suite d'une révision des limites en 1995, Newham North West est agrandi et rebaptisé West Ham pour les élections générales de 1997. Banks conserve le siège jusqu'en 2005, date à laquelle il ne se représente pas.
Après la victoire électorale des travaillistes en 1997, Banks est nommé ministre des Sports au ministère de la Culture, des Médias et des Sports. Il appelle les joueurs étrangers de la première ligue anglaise à devenir éligibles pour jouer pour l'Angleterre : « Pouvez-vous imaginer voir Cantona et Giggs échanger le rouge de Manchester contre le blanc d'Angleterre ?" Il suggère également que les équipes de football des quatre parties constitutives du Royaume-Uni fusionnent pour participer aux Jeux olympiques  comme cela se produit finalement en 2012.
Il s'occupe également des bâtiments classés, et il approuve des ajouts controversés, notamment le pub Three Magpies des années 1930 à Birmingham  et de nombreux bâtiments NHS redondants. Il est également responsable de l'inscription au grade I du Pont sur la Severn.
Après deux ans au pouvoir, il démissionne pour devenir l'envoyé du Premier ministre pour la candidature de l'Angleterre à l'organisation de la Coupe du monde de football 2006. La candidature échoue et l'Allemagne l'emporte. Depuis lors, jusqu'à sa retraite des Communes en 2005, Banks reste un député d'arrière-ban, bien qu'il ait échoué à devenir le candidat du parti travailliste à l'élection du maire de Londres en 2004.
Banks est végétarien, partisan des droits des animaux et vice-président de la Ligue contre les sports cruels. Il est considéré comme à la gauche du Labour, étant un républicain, un opposant à l'invasion de l'Irak en 2003 et un membre du Socialist Campaign Group. 
Banks est également un partisan des arts et préside le comité des œuvres d'art de la Chambre des communes, qui est responsable des peintures et des sculptures historiques du palais de Westminster.
Le 24 mars 2005, il prononce son dernier discours à la Chambre des communes. Une semaine après les élections générales, le 13 mai 2005, il est créé pair à vie, et le 23 juin 2005, avec le titre de baron Stratford, de Stratford dans le quartier londonien de Newham.

## Vie privée
Banks est marié à Sally Jones. Il est un fervent supporter du Chelsea FC et assiste régulièrement aux matchs. Il est membre de la British Humanist Association.
En janvier 2006, Banks subit un accident vasculaire cérébral alors qu'il déjeunait sur l'île de Sanibel en Floride, où il était en vacances. Il est transporté par hélicoptère dans un hôpital de Fort Myers et est décédé le 8 janvier sans avoir repris connaissance. 